# The Michigan Daily
The Michigan Daily est le quotidien étudiant de l'Université du Michigan. La première édition date du 29 septembre 1890. Le journal est financé et possède une ligne éditoriale indépendante de l'administration de l'université et d'autres groupes étudiants, mais partage un bâtiment universitaire avec d'autres presses étudiantes au 420 Maynard Street, situé au nord du Michigan Union et du Huetwell Student Activities Center. En 2007, des rénovations du 420 Maynard sont terminées. Elles ont été entièrement financées par des dons privés d'anciens étudiants. 